# Tunelik w Kozubcu
Tunelik w Kozubcu – tunel we wsi Trzebniów, w województwie śląskim, w powiecie częstochowskim, w gminie Janów na Wyżynie Częstochowskiej. Znajduje się w Skałach na Wzgórzu wznoszących się na wzgórzu Kazubiec (Kozubiec) na północnym krańcu zabudowanego obszaru wsi, po wschodniej stronie drogi z Trzebniowa do Ludwinowa.

## Opis obiektu
Jest to tunelik o 3-metrowej długości przebijający podstawę jednej ze Skał na Wzgórzu. Ma soczewkowaty kształt, wysokość 2 m i szerokość 0,9 m. Jego zachodnią stronę tworzy filarek o szerokości 0,3–0,5 m. Na jego przedłużeniu jest okapik o wysięgu 1,5 m, a uż obok filarka znajduje się luźno leżąca skała o długości 4 m i szerokości 1 m.
Tunel powstał w późnojurajskich wapieniach skalistych. Ma skalisty spąg z mniejszymi i większymi luźno leżącymi skałami. Brak nacieków, w tuneliku nie rozwijają się też rośliny. Zwierząt nie zaobserwowano.
Po raz pierwszy dokumentację i plan tuneliku opracował M. Czepiel w listopadzie 2000 r.

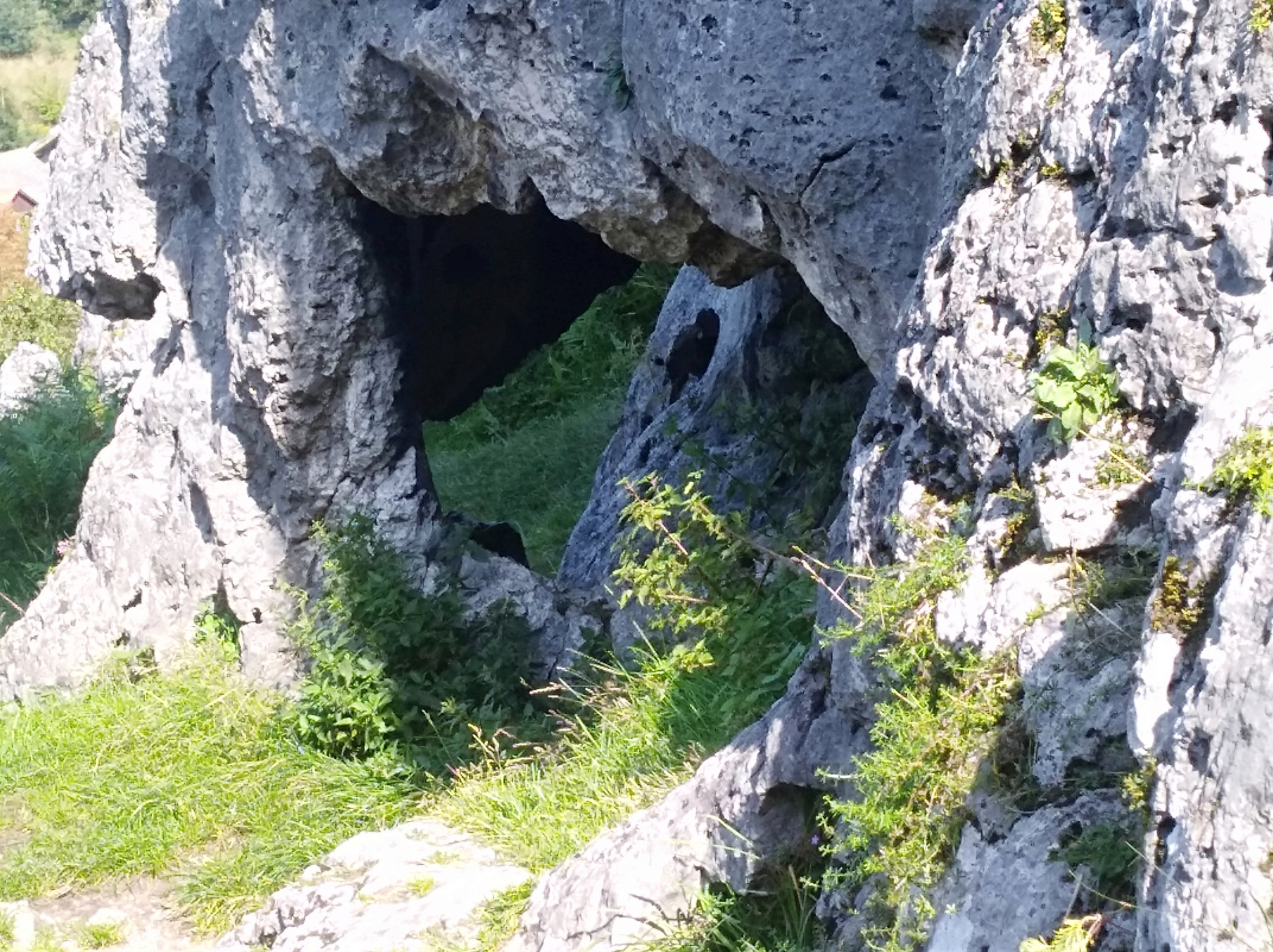
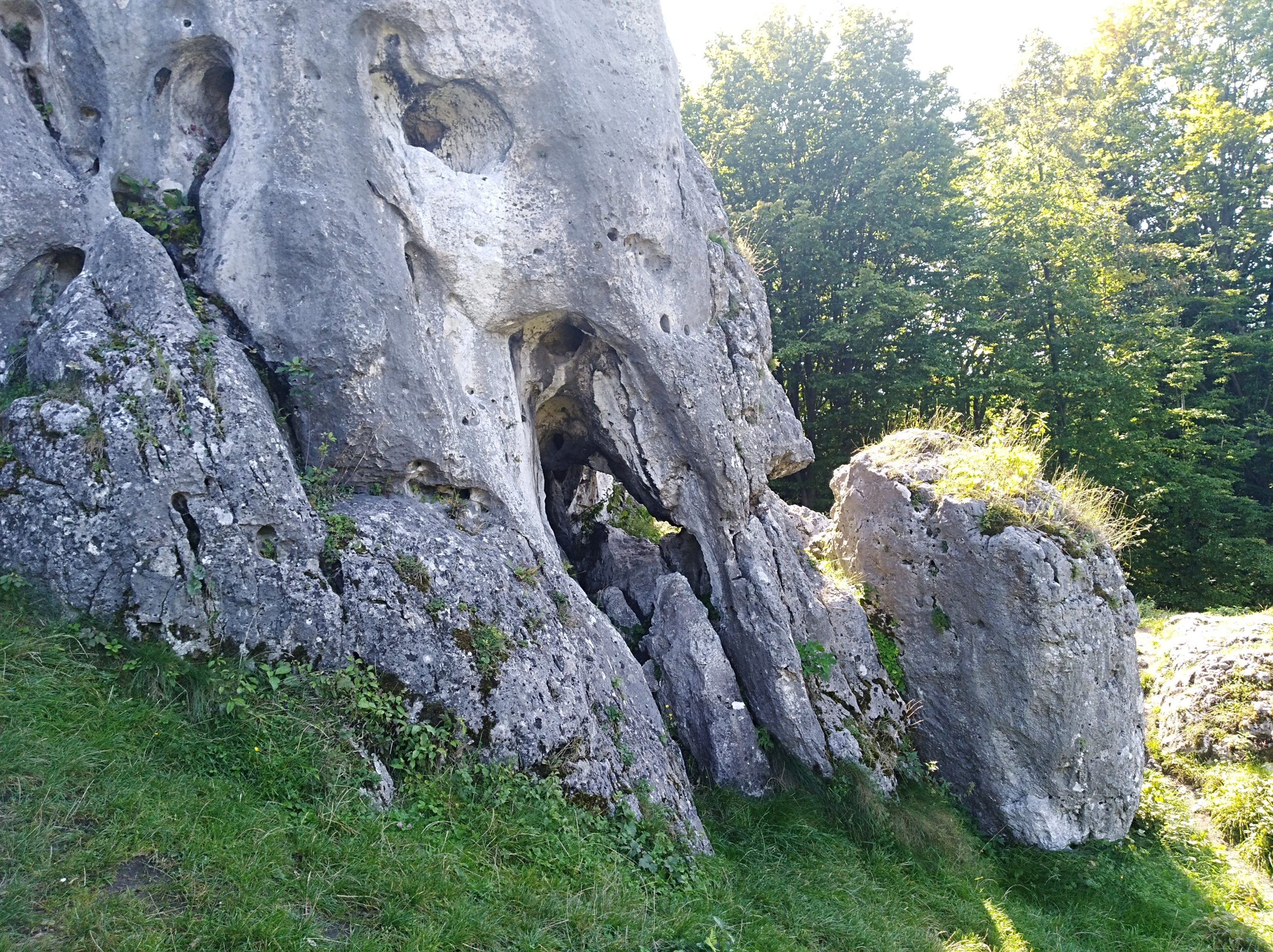

W Skałach na Wzgórzu znajduje się jeszcze Schronisko Górne w Kozubcu.